# 이부진
이부진(李富眞, 1970년 10월 6일 ~ )은 대한민국의 기업인이다. 삼성전자 이건희 회장의 장녀이며, 오빠는 삼성전자 회장 이재용이다. 1995년 삼성 사원으로 입사했고, 2010년 호텔신라 사장에 올랐다.

## 학력
- 1983년 경기초등학교 졸업
- 1986년 예원학교 졸업
- 1989년 대원외국어고등학교 졸업
- 1993년 연세대학교 아동학과 학사

## 경력

### 삼성
- 1995년 : 삼성복지재단 사원 입사
- 삼성전자 전략기획실 과장
- 2009년 9월 ~ 2010년 12월 : 삼성에버랜드 경영전략담당 전무
- 2010년 12월 : 삼성물산 상사부문 고문
- 2010년 12월 : 삼성에버랜드 경영전략담당 사장
- 2015년 9월 : 삼성물산 리조트부문 경영전략담당 사장

### 타경력
- 2001년 8월 ~ 2004년 1월 : 호텔신라 기획부 부장
- 2004년 1월 ~ 2005년 1월 : 호텔신라 경영전략담당 상무보
- 2005년 1월 ~ 2009년 1월 : 호텔신라 경영전략담당 상무
- 2009년 1월 ~ 2010년 12월 : 호텔신라 경영전략담당 전무
- 2010년 12월 ~ : 호텔신라 대표이사 사장
- 2011년 2월 : 호텔신라 등기이사
- 제일모직 경영전략담당 사장
- 2014년 ~ : 중국 시틱그룹(CITIC) 사외이사
- 2023년 2월 ~ : 두을장학재단 이사장
- 2023년 5월 ~ : 한국방문의해위원회 위원장

## 가족
- 할아버지 : 이병철 (1910 ~ 1987)
- 할머니 : 박두을 (1907 ~ 2000)
- 외할아버지: 홍진기(1917~1986) 
  - 외삼촌: 홍석현(1949~)
  - 외숙모: 신연균(1953~)
  - 고모 : 이인희 (1929 ~ 2019)
  - 고모부 : 조운해 (1925 ~ 2019)
  - 백부 : 이맹희 (1931 ~ 2015)
    - 사촌 : 이미경 (1958 ~ )
    - 사촌 : 이재현 (1960 ~ )
    - 사촌 : 이재환 (1962 ~ )

  - 백부 : 이창희 (1933 ~ 1991)
    - 사촌 : 이재관 (1962 ~ )
    - 사촌 : 이재찬 (1964 ~ 2010)
    - 사촌 : 이재원 (1966 ~ )
    - 사촌 : 이혜진 (1968 ~ )

  - 고모 : 이숙희 (1936 ~ )
  - 고모부 : 구자학 (1930 ~ )
  - 고모 : 이순희 (1936 ~ )
  - 고모 : 이덕희 (1940 ~ )
  - 아버지 : 이건희 (1942 ~ 2020)
  - 어머니 : 홍라희 (1945 ~ )
    - 오빠 : 이재용 (1968 ~ )
    - 동생 : 이서현 (1973 ~ )
    - 동생 : 이윤형 (1979 ~ 2005)
    - 前 배우자 : 임우재 (1968 ~ )

- -     - 자녀 : 임동현 (2007~)

  - 고모 : 이명희 (1943 ~ )
  - 고모부 : 정재은 (1937 ~ )
  - 사촌: 홍정도 (1977~)